# Woodstock (Georgia)
Woodstock es una ciudad ubicada en el condado de Cherokee en el estado estadounidense de Georgia. En el año 2000 tenía una población de 10.050 habitantes.

## Geografía
Woodstock se encuentra ubicada en las coordenadas 34°6′5″N 84°31′10″O / 34.10139, -84.51944 (34.100731, -84.518972).
Según la Oficina del Censo, la localidad tiene un área total de 22,9 km² (8,8 mi²), de la cual 22,8 km² (8,8 mi²) es tierra y 0,1 km² (0 mi²) (0.40%) es agua.

## Demografía
Según la Oficina del Censo en 2000 los ingresos medios por hogar en la localidad eran de $58,506, y los ingresos medios por familia eran $65,740. Los hombres tenían unos ingresos medios de $48,054 frente a los $32,798 para las mujeres. La renta per cápita para la localidad era de $25,586. 